# January Makamba

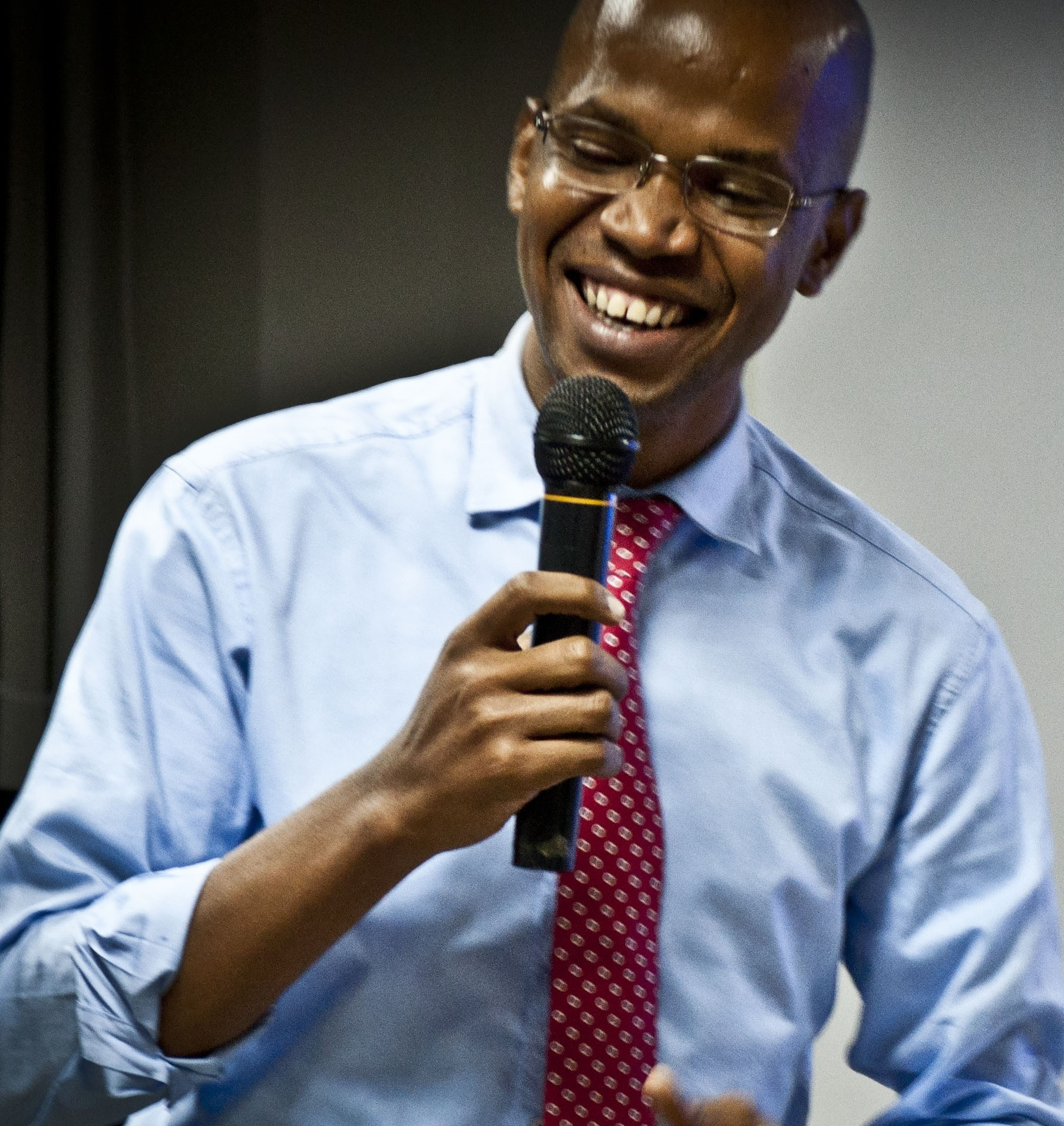
January Makamba (2012)

January Yusuf Makamba (* 28. Januar 1974) ist ein tansanischer Politiker der Partei Chama Cha Mapinduzi (CCM), seit 2010 Parlamentsabgeordneter für den Wahlkreis Bumbuli und Minister für Unionsangelegenheiten und Umwelt von 2015 bis 2019, seit 2023 ist er Außenminister.

## Leben
January Makamba wurde am 28. Januar 1974 als Sohn von Josephine und Yusuf Makamba geboren. Er wuchs in Lushoto und später bei seiner Großmutter bei Kyaka im Distrikt Missenyi auf.
Nach einer kurzen Zeit in Dodoma übersiedelte die Familie nach Monduli, wo er in die Grundschule eintrat. Im Jahr 1983 kam er wieder zu seiner Großmutter. Nach deren Tod übersiedelte er nach Tanga. 1988 begann er an der weiterführenden Schule in Handeni. Nach deren Abschluss arbeitete er in Kasulu bei der Registrierung von Flüchtlingen und wurde dann stellvertretender Lagerleiter des Camps mit über 100.000 Flüchtlingen.
Von 1998 bis 2001 studierte er an der Saint John University in Minnesota, USA und erwarb den Titel Bachelor, danach machte er von 2001 bis 2004 ein Master-Studium an der George Mason University in Virginia, USA.
Von 2005 bis 2010 arbeitete er im Büro des Präsidenten von Tansania.
January Makamba ist verheiratet und hat zwei Kinder.

## Politik
Mit der Politik war er von Kindheit an vertraut, da sein Vater CCM-Mitglied und Bezirkskommissar in Tanga war.
January Makamba wurde 2010 Parlamentsabgeordneter und Vorsitzender im Ausschuss für Energie und Mineralien. 2011 ernannte ihn Präsident Kikwete zum stellvertretenden Minister für Kommunikation und Technologie, von 2015 bis 2019 war er Minister für Unionsangelegenheiten und Umwelt. Auch nach der Wahl 2020 blieb er Parlamentsmitglied und arbeitet im Ausschuss für Landwirtschaft, Viehzucht und Wasser.
Am 30. August 2023 ernannte ihn Samia Suluhu zum Außenminister.

### Kandidatur zum Präsidenten
Als sich January Makamba entschied, für das Präsidentenamt zu kandidieren, riet ihm der damalige Präsident Kikwete, geduldig zu sein. Seine, January Makambas, Zeit werde kommen. Makamba war einer der sechs aussichtsreichsten Kandidaten von CCM, die an der internen Ausscheidung teilnahmen. Aus der internen Auslese ging John Magufuli als Sieger hervor, der auch Präsident wurde.

## Sonstiges
- Ice Bucket Challenge: Im Jahr 2014 nominierte ihn der CEO von Vodacom Tanzania für die Ice Bucket Challenge. January Makamba nahm nicht daran teil, sondern spendete 1.000.000,- tansanische Schilling (rund EUR 600).[9]
- Forbes: 2014 bezeichnete das amerikanische Business-Magazin Forbes January Makamba als einen der 10 mächtigsten Männer von Afrika.[10]
- Buch 40 Questions 40 Answers: A Conversation with January Makamba: Im Jahr 2015 gaben der Autor Karugendo und January Makamba ein Interview in Buchform heraus. Darin beschreibt Makamba seine Vision eines „Neuen Tansanias“. Die wichtigsten Voraussetzungen dafür seien die Schaffung von Arbeitsplätzen und die Verbesserung der sozialen Dienste.[11]